# 半人馬座V810
半人馬座V810，又名CP-61 2559，HD 101947、SAO 251555、HR 4511，是半人馬座的一颗恒星，视星等为5.03，位于銀經295.18，銀緯-0.64，其B1900.0坐标为赤經11h 38m 44.8s，赤緯-61° -0.64′ 4″。